# Elsa Elisabeth Brahe
Elsa Elisabeth Nilsdotter Brahe, född 29 januari 1632, död 24 februari 1689, var en svensk grevinna och hertiginna, gift med Adolf Johan av Pfalz-Zweibrücken, hertig av Stegeborg.

## Bakgrund
Elsa Elisabeth Brahe var dotter till greve Nils Brahe den äldre och Anna Margareta Bielke (1603–1643). Hon gifte sig första gången 1648 med rikskansler greve Erik Axelsson Oxenstierna. Hon blev änka 1656. 
Brahe gifte sig med Adolf Johan 1661. Han hade tidigare varit gift med hennes kusin, Elsa Beata Brahe, som hade avlidit barnlös 1653. Hon rustade för ett ståndsmässigt bröllop. Drottningen och andra avrådde henne, men "hon tjusades av tanken att bli kunglig person". Hennes fem barn fick då tas om hand av andra, flickorna var då 11, 10 och 6 år och pojkarna var 9 och 5 år gamla. Bröllopet hölls på Tidö slott, men hertig Adolf Johan var nu en avsatt marsk och vice regent och hertigparet drog sig undan till Stegeborg och senare flyttade hertigfamiljen utomlands till sina tyska gods.
Äktenskapet ska ha varit politiskt motiverat. Som brorsdotter till Per Brahe och änka efter Erik Oxenstierna hade hon ett inflytelserikt kontaktnät bland högadeln, och Adolf Johan, som efter sin första makas död initialt hade förhandlat om äktenskap med medlemmar av utländska furstehus, ville genom sitt andra äktenskap stärka sin ställning inom den svenska högadeln för att få stöd i sina politiska ambitioner på Karl XI:s förmyndarregering. Han ska ha framfört sitt frieri efter 1660 års riksdag, sedan regenten, Hedvig Eleonora, hade avrått honom från att ingå ett äktenskap med en medlem av furstehuset Holstein-Gottorp. Schlippenbach ska ha försökt övertala Elsa Elisabet att avvisa frieriet, och Hedvig Eleonora ska ha varit missnöjd med äktenskapet. Vigseln ägde rum 1661. 
Adolf Johan ville utnyttja Elsa Elisabets kontakter. Under äktenskapets första år, 1661-1662, hölls därför ett frenetiskt sällskapsliv hos hertigparet. Försöken lyckades emellertid inte: han lyckades inte få någon medlem av adeln att acceptera uppdraget som förmyndare för sina styvbarn, och hans hov på Stegeborg undveks alltmer. Vid hovet blev Elsa Elisabet inblandad i en rangstrid med sin svägerska, Maria Eufrosyne av Pfalz. Vid begravningen av Lars Kagg färdades de i samma vagn, men Elsa Elisabet såg då till att stiga in först och inta den förnämsta platsen. Då de anlände till kyrkan, såg Maria Eufrosyne till att stiga in först i kyrkan, men Elsa Elisabet såg till att sätta sig först, på den främre platsen. Rangstriden omtalades och avgjordes av Hedvig Eleonora till förmån för Maria Eufrosyne, som visserligen var gift till en lägre titel, men född till en högre, medan det för Elsa Elisabet var tvärtom. Märta Allertz försökte förgäves medla. Denna konflikt ska ha förorsakat Adolf Johans avsked från hovet. 
Efter att de politiska ambitionerna hade misslyckats, levde paret på Stegeborg slott. De drabbades också hårt av reduktionen. De beskrevs som bittra och härsklystna, och sedan reduktionen hade gjort det omöjligt finansiera ett ståndsmässigt sällskapsliv, ska de ha isolerat sig från adeln. 1686 blev de föremål för en skandal då de rykten som gick om hur illa de behandlade sina barn blev föremål för undersökning. Vid det tillfället inkom också klagomål på att Adolf Johan hade isolerat Elsa Elisabet och inte tillåtet hennes barn från första äktenskapet träffa henne sedan hennes omgifte. Deras barn gjorde två rymningsförsök 1687 och 1688, varpå det sista lyckades och deras döttrar rymde till hovet. Elsa Elisabet reste då själv till hovet och försökte förgäves hämta hem dem. Döttrarna återvände dock 1689 för att vårda Adolf Johan och Elsa Elisabet, som båda avled samma år. Hon dog efter ett slaganfall. 
1670 avporträtterades hon som jaktens gudinna Diana av David Klöcker Ehrenstrahl.

### Barn i första äktenskapet
1. Christina Eriksdotter Oxenstierna, född 1651-03-30, död 1711. Hovfröken. Gift 1673-03-18 på Stockholms slott med greve Gabriel Oxenstierna af Croneborg.
2. Axel Eriksson Oxenstierna, född 1652-08-12, död ogift 1676-12-06 i Lund. Rektor illustris vid Uppsala universitet.
3. Lisbeta Eriksdotter Oxenstierna, född 1653.
4. Elisabet Eriksdotter Oxenstierna, född 1654-03-16 i Åbo, död 1721-10-02 i Stockholm. Hovfröken. Gift 1673-10-04 på Kalmar slott med riksrådet och presidenten Gustaf Adolf De la Gardie.
5. Carl Gustaf Eriksson Oxenstierna, född 1655. Minister. Död 1686.

### Barn i andra äktenskapet
Hon fick under sitt andra äktenskap sammanlagt nio barn varav fyra uppnådde vuxen ålder:
1. Katarina, född 30 november 1661, död 6 maj 1720.
2. Maria Elisabet, född 1663, död 1748.
3. Adolf Johan d.y., född 13 augusti 1666, död 25 februari 1701.
4. Gustav Samuel Leopold, född 1670, död 1731.

## Bilder

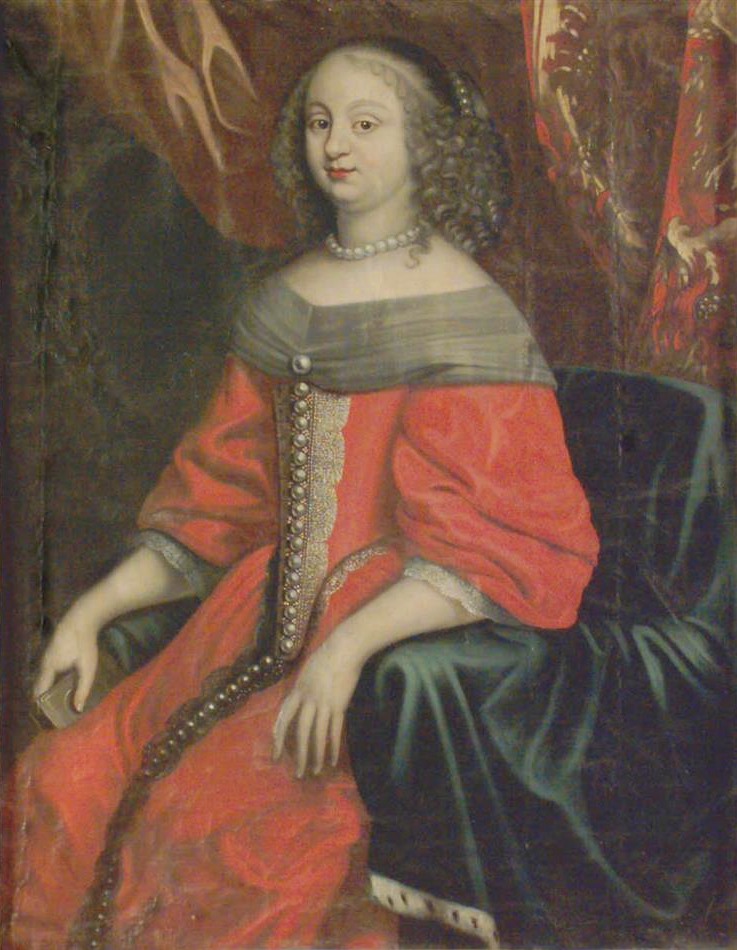
Elsa Elisabeth Brahe omkring 1670
Porträtt av Elsa Elisabet Brahe (1632–1689), oljemålning av David Klöcker Ehrenstrahl, Nationalmuseum, Gripsholmssamlingen.